# Czarnogłówka brązowawa
Czarnogłówka brązowawa (Poecile montanus songarus) – podgatunek czarnogłówki, niewielkiego ptaka z rodziny sikor (Paridae), zamieszkujący centralną Azję. Klasyfikacja tego taksonu sporna, czasami ptak traktowany jest jako oddzielny gatunek.
Wyniki badań genetycznych, jak też badań morfologicznych i badań śpiewu sikor z centralnej Azji pokazują bardzo skomplikowany obraz klasyfikacji tego gatunku. Genetyczne badania wykazują, że podgatunek nominatywny (P. songara songara) różni się bardziej od jakiegokolwiek podgatunku czarnogłówki zwyczajnej niż te podgatunki między sobą, przez to dając podstawę do klasyfikacji jako osobny gatunek. Jednak taką samą różnicę genetyczną jak pomiędzy Poecile songara songara a Poecile montanus wykryto między podgatunkami (P. s. songara) i (P. s. weigoldica), co powinno oznaczać, że ten ostatni jest także osobnym gatunkiem. Badania morfologiczne pokazują, że sąsiedni podgatunek (P. s. affinis) mimo tej samej wielkości różni się długością ogona i skrzydeł, jak i odcieniami ubarwienia od (P. s. weigoldica). Wyniki badań śpiewu tych podgatunków też wyraźnie pokazują znaczną różnicę: P. s. affinis ma podobny śpiew do P. montanus baicalensis z Syberii, a P. s. weigoldica do P. montanus restrictus z Japonii. Rosyjscy ornitolodzy już od lat rozdzielają Poecile songara na cztery osobne gatunki, które pokrywają się z niżej wyszczególnionymi podgatunkami Poecile songara. Na dodatek niektórzy naukowcy wyróżniają jeszcze podgatunek P. montanus suschkini, który wyraźnie jest mieszańcem P. songara songara z P. montanus baicalensis.

## Charakterystyka
Wygląd zewnętrznyUpierzenie na wierzchu brązowożółte. Podbrzusze na ogół beżowe. Mały śliniaczek brązowy. Na głowie mała ciemnobrązowa czapeczka z dużymi białymi policzkami dookoła szyi. Skrzydła są jednolitego koloru brązowożółte, brązowoszare lub ciemnobrązowe w zależności od podgatunku.
Rozmiarydługość ciała ok. 12 cm, długość skrzydła: ok. 7 cm
Masa ciałaok. 11 g